# Störnstein
Störnstein er en kommune i Landkreis Neustadt an der Waldnaab i Regierungsbezirk Oberpfalz i den tyske delstat Bayern. Den er en del af Verwaltungsgemeinschaft Neustadt a.d.Waldnaab.

## Geografi
Störnstein ligger i Planungsregion Oberpfalz-Nord.
Ud over Störnstein ligger i kommunen landsbyen Lanz. Floden Girnitz munder ud i Floß i kommunen.

## Geschichte
Slægten von Stör opbyggede fra Burg Störnstein et herresædesom de i det 13. århundrede solgte til Wittelsbacherne. I 1806 blev området en del af Bayern og i 1818 oprettedes den nuværende kommune.